# Клиника во Фридрихсхайне
Клиника во Фридрихсхайне (нем. Klinikum im Friedrichshain) — первая городская больница Берлина, открывшаяся в 1870-е годы. Внесена в список памятников архитектуры, охраняемых государством. С начала XXI века является одним из ведущих современных столичных лечебных центров общего профиля в рамках муниципального медицинского концерна Европы — «Вивантес». Вопросы финансирования клиник, вошедших в концерн «Вивантес», решаются централизованно.

## Расположение и название
Клиника расположена в берлинском районе Фридрихсхайн на территории первого в столице народного парка. С юго-восточной стороны клиники проходит Ландсбергер-аллея, с северо-восточной — Вирховштрассе (нем. Virchowstraße).
Как и народный парк, больница была названа в честь прусского короля Фридриха II. С 2001 года
появилось расширенное название: «Вивантес клиника во Фридрихсхайне» (нем. Vivantes Klinikum im Friedrichshain).

## История

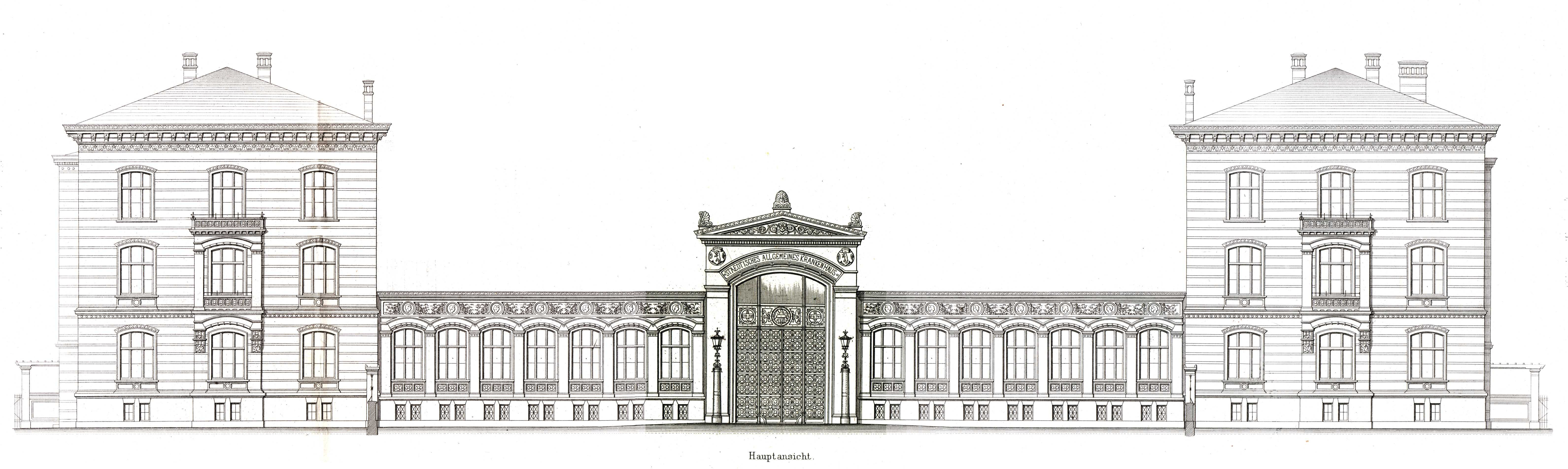
Эскиз главного фасада клиники, 1875 год

Начиналась история необычно. В 1864 году богатый квалифицированный пекарь Жан Жак Фаскель (фр. Jean Jaques Fasquel) пожертвовал 50 000 талеров на строительство больницы, которое по его условиям надо было начать не позднее 1 января 1869 года. В противном случае деньги были бы конфискованы.
По решению берлинских властей в 1868 году десять гектаров территории народного парка Фридрихсхайн отвели под больничный комплекс.
Начавшееся строительство консультировал учёный-медик Рудольф Вирхов, авторами проекта были архитекторы Мартин Гропиус и Хайно Шмиден. Своими павильонными конструкциями первоначальный облик клиники соответствовал парковому ландшафту. Здания комплекса в стиле позднего модерна были традиционны для общественных берлинских построек того времени с элементами неоготики и неоренессанса, с применением рельефной кладки, с декоративным использованием глазурованных жёлтых и красных кирпичей.
С 1874 года клиника начала приём больных на лечение, несмотря на продолжение строительных работ. В разное время в больнице работали специалисты с мировой известностью, например:
Ганс Кристиан Грам, Фриц Шифф и другие. К 140-летию клиники в 2014 году была подготовлена юбилейная брошюра с автобиографическими воспоминаниями многих врачей и сотрудников больницы и документальный видеофильм.
Фридрих Тренделенбург (сын ректора Университета Фридриха Вильгельма), в 29 лет возглавивший отделение хирургии в почти
достроенной клинике, вспоминал о визите в больничные палаты
кайзера Германской империи Вильгельма I. Правителя озадачили мраморные покрытия ночных тумбочек, что ему объяснили гигиеническими соображениями. Кайзер, с детства помнивший отказ от роскоши после горького поражения Пруссии, на это сказал:

Оригинальный текст (нем.)Ich habe einen Waschtisch von Kienholz, daran habe ich mich seit 50 Jahren gewaschen, das geht auch ganz gut.
«У меня есть умывальник из смолистой сосны, которым я 50 лет пользуюсь, это тоже очень хорошо». 
В 1885 году по инициативе принцессы Виктории Луизы Прусской на Ландсбергер-аллее рядом с клиникой был построен новый пятиэтажный корпус «Виктория Хаус» для подготовки персонала по уходу за больными. Будущие санитарки, сиделки, няни отбирались преимущественно из бедных и многодетных семей.
Клиника с самого начала следила за появлением медицинских новинок и внедряла их в практику. В 1897 году здесь появился первый рентгеновский кабинет, оборудованный вскоре после знаменитого открытия Вильгельма Рентгена.
23 февраля 1930 года в этой клинике от заражения крови умер Хорст Вессель, активный молодой нацист, автор текста песни, ставшей сначала маршем SA, а затем гимном NSDAP. С подачи Геббельса нацисты сделали из него мученика. В 1933 году в честь Хорста Весселя переименовали не только клинику (нем. Horst-Wessel-Krankenhaus), но заодно и весь берлинский район (нем. Berliner Bezirk Horst-Wessel-Stadt). Это ознаменовало начало тёмного периода в истории больницы. Врачей-евреев начали преследовать, увольнять, отправлять в концлагеря.
Авианалёты в последние годы войны превратили клинику в руины. Некоторые здания (например, «Виктория Хаус») были уничтожены полностью, без надежды на их восстановление. В первые годы появления ГДР началось возведение новых корпусов. Однако из-за 10-процентного повышения норм выработки строители больницы стали  активными инициаторами протеста, который привёл к известным событиям 17 июня 1953 года в ГДР. После подавления волнений и до возведения стены в 1961 году многие медицинские работники клиники уехали из страны. Дальнейший процесс строительства и оснащения больничных корпусов необходимым медицинским оборудованием нормализовался постепенно.

## Современное состояние

Логотип сети «Вивантес»

Период заметного обновления клиники в 1990-е годы и до настоящего времени связан с общим изменением политического строя Германии.
Современная «Вивантес клиника во Фридрихсхайне» насчитывает медицинских отраслевых отделов — 21, койко-мест — 930. Комплекс ежегодно принимает на лечение около 110 тысяч пациентов, амбулаторно — примерно 67 тыс., стационарно — 43 тыс. В родильном отделении каждый год появляется на свет в среднем 2500 новорожденных. Имеются многочисленные направления медицинского обслуживания: неотложная помощь и интенсивная медицина; хирургия; акушерство и гинекология; дерматология; глазные заболевания; заболевания ЛОР-органов; педиатрия; патология; ортопедия;
радиология; психиатрия; урология и др..
В состав современный клиники входят центры сосудистой медицины, эндопротезирования, заболеваний позвоночника, гемофилии и гемостазеологии, гипербарической оксигенации, водолазной медицины, онкологии, а также отделение кохлеарных имплантатов и детской гастроэнтерологии.
Корпуса клиники и её территорию украшают произведения современных дизайнеров, скульпторов, художников, полученные из Берлинской галереи или из частных коллекций.

## Галерея
|                                 |  |                       |  |                   |  |                                |
| Здание администрации, фото 2014 |  | Клиника в 1960-е годы |  | Дизайн, фото 2009 |  | Мозаика в интерьере, фото 2008 |